# Karin Keller-Sutter

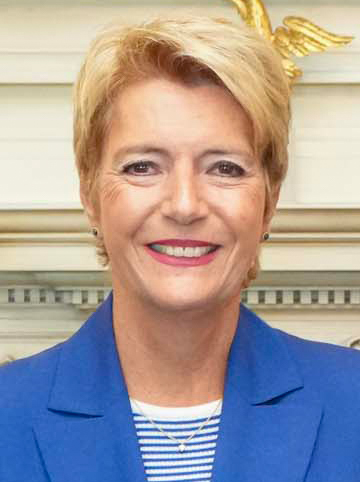
Karin Keller-Sutter (2025)

Karin Keller-Sutter (Uzwil, 22 de dezembro de 1963) é uma política e membra do Conselho Federal da Suíça desde 1 de janeiro de 2019. Ocupa também o cargo de Chefe do Departamento de Finanças. Ocupa o cargo de Presidente do Conselho Federal da Suíça para o ano de 2025.
Keller-Sutter é filiada ao Partido Liberal Radical da Suíça.